# Melitaea amoenula
Melitaea amoenula är en fjärilsart som beskrevs av Felder 1867. Melitaea amoenula ingår i släktet Melitaea och familjen praktfjärilar. Inga underarter finns listade i Catalogue of Life.